# John Irwin Hutchinson
John Irwin Hutchinson (* 12. April 1867 in Bangor (Maine); † 1. Dezember 1935) war ein US-amerikanischer Mathematiker, der sich mit Analysis befasste.
Hutchinson studierte am Bates College mit dem Bachelor-Abschluss 1889, der Clark University (1890 bis 1892) bei Oskar Bolza, dem er 1892 an die University of Chicago folgte, an der er 1896 bei Bolza promoviert wurde (On the Reduction of Hyperelliptic Functions (p=2) to Elliptic Functions by a Transformation of the Second Degree). Er war der erste Doktorand in Mathematik an der Universität Chicago. 1894 wurde er Instructor, 1903 Assistant Professor und 1910 Professor für Mathematik an der Cornell University.
Im Nachruf an der Cornell University 1935 wurden zwei Ergebnisse von Hutchinson hervorgehoben: die Einführung des isometrischen Kreises in der Theorie automorpher Funktionen (und dessen Nutzung für die Festlegung des Fundamentalbereichs) und die Entdeckung der unendlichen diskontinuierlichen Gruppe birationaler Transformationen der Kummer-Fläche (durch Anwendung der Theorie der Thetafunktionen auf Kummerflächen). 1911 erlitt er einen Nervenzusammenbruch, was seine mathematische Produktivität eine Weile unterbrach. Danach befasste er sich mit analytischer Zahlentheorie und der Theorie der Riemannschen Zetafunktion. Seine Ergebnisse auf diesem Gebiet sind in der Monographie von Edward Charles Titchmarsh über die Zetafunktion dargestellt.
Er war Assistant Editor der Transactions of the American Mathematical Society von ihrer Gründung 1900 bis 1915. Im Jahr 1904 hielt er auf dem Mathematikerkongress anlässlich der Weltausstellung in St. Louis einen der Hauptvorträge.
Er hatte weitgespannte Interessen neben der Mathematik, unter anderem in Pflanzenzucht und Klavierspiel. 1896 heiratete er Genevra Barrett.

## Schriften
- mit Virgil Snyder: Differential and Integral Calculus, New York: American Book Company 1902
- mit Virgil Snyder: Elementary Textbook on the Calculus, New York: American Book Company 1912
- On the roots of the Riemann zeta function, Trans. Amer. Math. Soc., Band 27, 1925, S. 49–60, Online
- A method for constructing the fundamental region of a discontinuous group of linear transformations, Trans. AMS, 8, 1907, 261–269, Online
- On some birational transformations of the Kummer surface into itself, Bulletin AMS, 7, 1901, S. 211–217, Online